# Valdengo
Valdengo är en ort och kommun i provinsen Biella i regionen Piemonte i Italien. Kommunen hade 2 461 invånare (2018).